# Caroline Mathildestien
Caroline Mathildestien (i dag Caroline Mathilde Sti, jf. BBR) forbandt Caroline Mathildes ejendomme Hørsholm Slot og Frydenlund Slot. Den nordlige del af stien kaldes Mathildevejen.
Vejen blev anlagt i 1771 på Stuensees initiativ, og efter hans personlige ordre, først og fremmest til dronningens brug. Mathildevejen skulle skabe en god og hurtig forbindelse mellem de to kongelige ejendomme, sommerresidensen Hirschholm Slot i Hørsholm, og dronningens egen lystejendom, Frydenlund nær Trørød.

Vejen blev allerede nedlagt efter en kongelig resolution d. 1. oktober 1772, efter Stuensees fald og slottene 
ikke var i brug længere.